# Суортмор-колледж
Суортмор-колледж (англ. Swarthmore College) — частный гуманитарный колледж, расположенный в городе Суортмор, в штате Пенсильвания, США. Основан в 1864 году комитетом, в который входили представители трех годовых собраний Религиозного общества Друзей (квакеров).
На территории кампуса расположены Дендрарий Скотта и Обсерватория Спроула, являющиеся структурными подразделениями колледжа.
Суортмор-колледж является членом Консорциума Трех Колледжей и Консорциума Квакеров включающих Пенсильванский университет и колледжи Брин-Мар и Хаверфорд Колледж. Консорциумы позволяют студентам изучать предметы одновременно во всех четырех образовательных учреждениях.
Каждый год студентам предлагается выбор из 600 различных курсов в 40 академических дисциплинах, включающих ABET-аккредитованную программу инженерии, после которой студенты получают Бакалавр Наук.
Выпускники Суортмор-коллежа включают 5 лауреатов Нобелевской премии (третий показатель в США с расчетом на количество выпускников образовательного учреждения), 11 выпускников награжденных Стипендией Макартура, 30 выпускников получивших Стипендию Родса, 27 награжденных Стипендией Трумана и 10 Стипендией Маршала.

## История

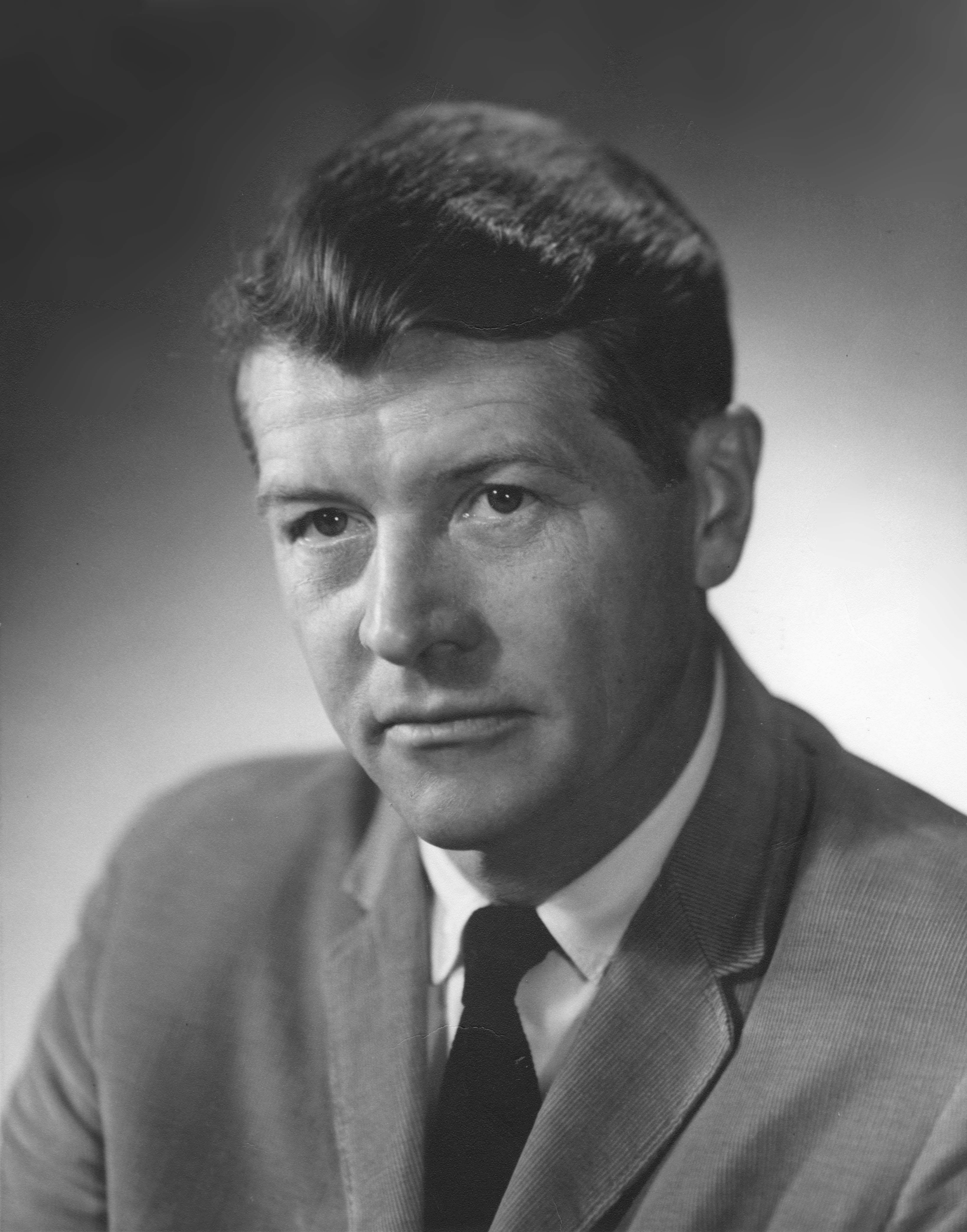
Кристиан Анфинсен

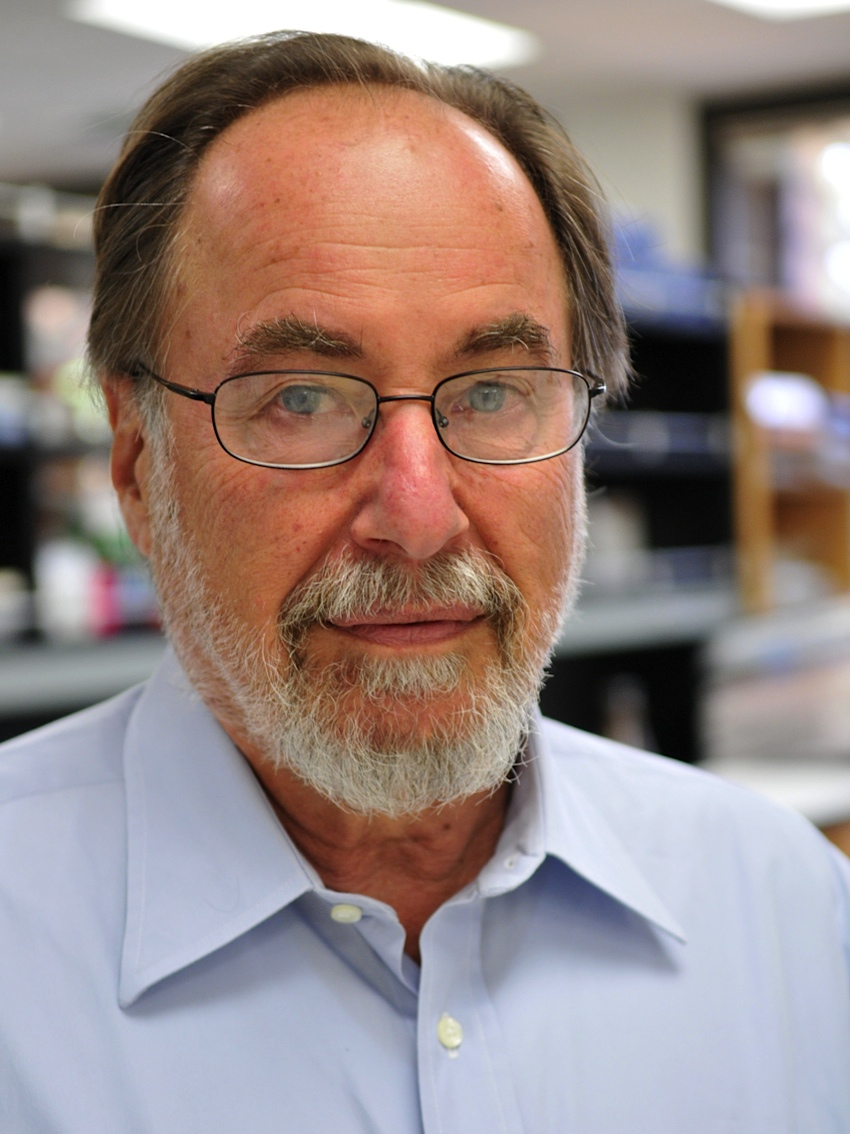
Дейвид Балтимор

Хауард Темин

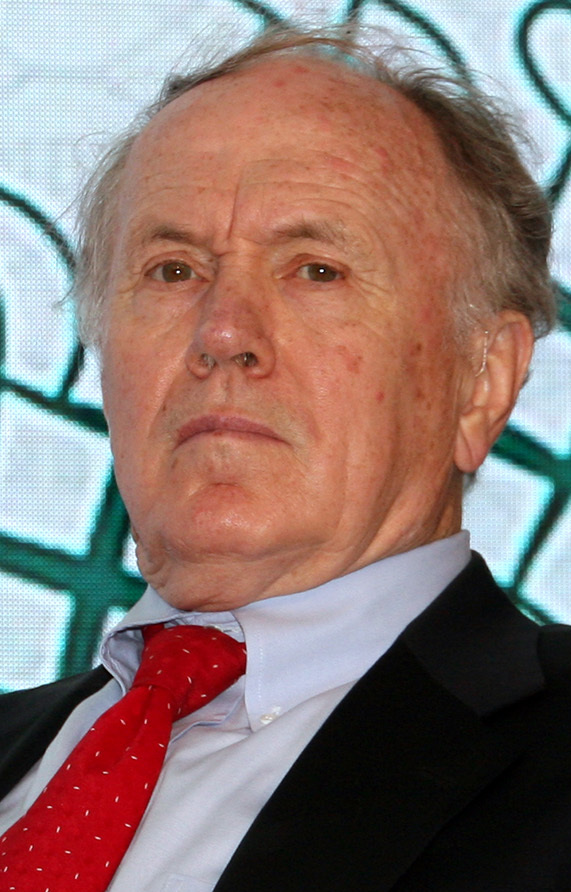
Эдвард Прескотт

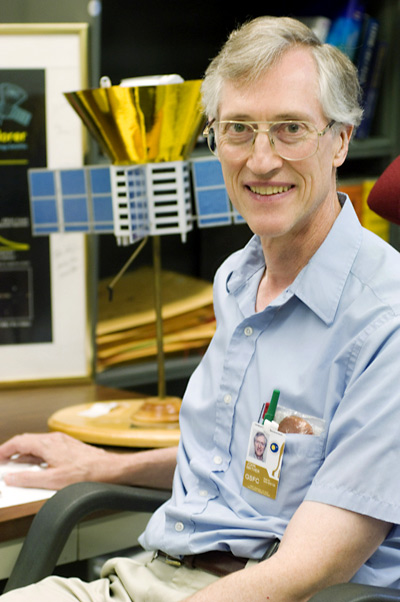
Джон Мазер

Основанный в 1864 году, Суортмор изначально котировался как колледж с совместным обучением. Первыми президентами Колледжа являлись Эдвард Пэрриш и Эдвард Хикс Мэджилл, чья дочь Хелен Мэджилл стала первой женщиной в США получившей учёную степень Доктора философии.
Во время Второй Мировой Войны Суортмор участвовал в программе подготовки кадров флота V-12, выпускающих офицерский состав для Военно-морских сил США. В это же время известные пионеры психологи Гештальта Во́льфганг Кёлер и Соломо́н Э́лиот Аш сформировали основу для своих учений будучи профессорами в Суортморе после эмиграции из Европы. Так Соломо́н Аш проводил свои известные эксперименты демонстрирующие власть конформизма в группах в 1951 году.
Начиная с 1999 года Колледж инициировал программу по переходу на возобновляемые источники энергии начиная с покупки солнечных панелей, ветряных мельниц и сооружения озелененных крыш. На данный момент 100% углеродных эмиссий  Колледжа покрываются Кредитами на Возобновляемые Источники Энергии.

## Рейтинги
C 2002 по 2011 год, Суортмор занял третье место среди всех университетов США по пропорции выпускников получивших Докторскую Степень.
В 2009, 2010, 2011 и в 2013 годах Суортмор Колледж занял первое место по версии издания Принстонский обзор в категории Лучший колледж для инвестиции в ребенка по цене и качеству образования.
В 2023 году в национальном рейтинге колледжей США журнала Forbes Суортмор-колледж занял 38-е место среди всех вузов США.. 
По версии U.S. News & World Report колледж занимал первое место в стране 6 раз и на данный момент располагается на 3-м месте среди гуманитарных вузов США, а в национальном рейтинге колледжей свободных искусств США (гуманитарных колледжей) газета Washington Monthly поставила Суортмор-колледж на 6-е место.
В 2021 году издательство Academic Influence поместило Суортмор-колледж на 1-е место среди гуманитарных вузов и 11-е место среди всех вузов США предоставляющих программы Бакалавриата.
В 2021-м году только 7.8% студентов (1014) из более чем 13000 подавших заявку на обучения были приняты в Колледж.

## Выпускники
- Анфинсен, Кристиан Бемер — американский биохимик, лауреат Нобелевской премии по химии (1972)
- Балтимор, Дейвид — американский биохимик, молекулярный биолог и вирусолог, лауреат Нобелевской премии по физиологии и медицине (1975)
- Бронк, Детлев Вулф — американский физиолог, профессор Пенсильванского университета, ректор университета Джонса Хопкинса и Рокфеллеровского университета
- Дукакис, Майкл — губернатор штата Массачусетс (1975—1979 и 1983—1991), кандидат в президенты США от демократов (1988)
- Галантер, Евгений — американский психолог, одним из основателей когнитивной психологии
- Гундер Франк, Андре — немецкий экономист, социолог и политолог, один из основоположников Мир-Системного анализа и теории зависимого развития
- Левин, Карл — сенатор США от штата Мичиган (1979—2015), председатель Комитета по вооружённым силам (2007—2015)
- Мазер, Джон Кромвелл — американский физик, лауреат Нобелевской премии по физике (2006)
- Прескотт, Эдвард — американский экономист, лауреат Нобелевской премии по экономике (2004)
- Сайе, Антуанетта — либерийский экономист, заместитель директора-распорядителя Международного валютного фонда
- Темин, Хоуард — американский генетик, лауреат Нобелевской премии по физиологии и медицине (1975)
- Франзен, Джонатан — американский писатель-романист.

См. также: Категория:Выпускники Суортмор-колледжа

## Преподаватели
- Аш, Соломон — американский психолог, автор знаменитых экспериментов, посвящённых конформности
- Банч, Ральф — американский дипломат и правозащитник, лауреат Нобелевской премии мира за 1950 год
- Бейкер, Алан — американский философ математики, философ науки,
- Бурстин, Дэниел Джозеф — американский историк, публицист, 12-й директор библиотеки Конгресса США (1975—1987)
- Герген, Кеннет — американский психолог, представитель теории социального конструкционизма
- Кёлер, Вольфганг — немецкий и американский психолог, один из основателей гештальтпсихологии
- Кеохэйн, Роберт — американский политолог, член Национальной академии наук США, лауреат Премии Юхана Шютте
- Лейди, Джозеф — американский биолог, автор более 500 научных публикаций
- Либерталь, Кеннет — американский китаевед, автор 24 книг
- Оден, Уистен Хью — англо-американский поэт, лауреат Пулитцеровской премии
- Прайор, Фредерик — американский экономист, один из фигур обменённых в Берлине на пилота Фрэнсиса Пауэрса после уничтожения его самолета U-2 под Свердловском
- Столпер, Вольфганг — американский экономист австрийского происхождения
- Уолтц, Кеннет Нил — американский политолог, представитель теории неореализма

См. также: Категория:Преподаватели Суортмор-колледжа